# السنوات
السنوات (بالإنجليزية: The Years)‏ هي رواية صدرت عام 1937 بقلم فرجينيا وولف، وهي آخر رواية نشرت في حياتها. وهي تتبع تاريخ عائلة عائلة بارغيتر المرموقة من ثمانينات القرن التاسع عشر إلى «الحاضر» في منتصف ثلاثينات القرن العشرين.
رغم أن الرواية تمتد على مدى خمسين عاما، فهي ليست ملحمة في نطاقها، وتركز بدلا من ذلك على التفاصيل الخاصة الصغيرة من حياة الشخصيات. تجري أحداث كل قسم (باستثناء الأول) في يوم واحد من السنة التي سمي عليها، وتعرف كل سنة بلحظة معينة في دورة الفصول. في بداية كل قسم، وأحيانا كمرحلة انتقالية ضمن القسم، تصف وولف الطقس المتغير في جميع أنحاء بريطانيا، وذلك في لندن والريف كما لو كانت تلقي نظرة شاملة على شخصياتها. رغم أن وولف تروي الوقائع عبر إنجلترا كلها في فقرة واحدة، إلا أنها نادرا ما توسع روايتها للعالم خارج بريطانيا.

## روابط خارجية
- السنوات على موقع الموسوعة البريطانية (الإنجليزية)